# Daniel Fridman
Daniel Fridman (Daniels Fridmans; Riga, 15 febbraio 1976) è uno scacchista lettone naturalizzato tedesco, Grande maestro.
Vincitore nel 1996 del Campionato lettone, nel 1999 ha cambiato federazione, passando a quella tedesca. Ha vinto il Campionato tedesco nel 2008, 2012 e 2014.
Ha partecipato a sei olimpiadi degli scacchi, tre volte con la Lettonia (1996, 2004, 2006) e cinque con la Germania (2008, 2012, 2014, 2016 e 2018). Ha vinto il bronzo individuale in 4a scacchiera alle olimpiadi di Dresda 2008 e di Istanbul 2012 e l'oro individuale in 4a scacchiera alle olimpiadi di Batumi 2018.
Nella Coppa del Mondo 2011 di Chanty-Mansijsk ha superato nel primo turno il GM rumeno Constantin Lupulescu e nel secondo ha pareggiato le partite a cadenza classica con Shakhriyar Mamediarov, ma ha perso negli spareggi rapid. Nella Coppa del Mondo 2017 di Tbilisi è stato eliminato da Daniil Dubov al primo turno durante gli spareggi rapid.
Ha raggiunto il rating FIDE più alto in ottobre 2012, con 2670 punti Elo, 2º in Germania e 81º al mondo.
È sposato con la statunitense Anna Zatonskyc, Grande Maestro Femminile.
Principali risultati di torneo:
- 1997:  secondo ad Amburgo, dietro a Sergey Movsesyan;
- 1998:  pari primo a Senden con Frank Holzke;
- 2000:  vince il torneo rapid di Essen;
- 2001:  pari primo a Essen (gruppo B);
- 2002:  vince gli open di Recklinghausen e di Zurigo;
- 2003:  vince l'open B di Southampton, Bermuda;
- 2006:  vince gli open di Marsiglia, Norimberga, Losanna e Venaco;
- 2007:  vince l'open di Liverpool;
- 2018:  vince la medaglia d'oro individuale in quarta scacchiera alle Olimpiadi di Batumi, imbattuto con 7,5 punti su 9 partite.[3]
- 2019:  vince a Karlsruhe il Grenke Chess Open con 7,5 punti su 9, superando per spareggio tecnico altri 7 giocatori.[4]
- 2020:  in maggio vince il Campionato tedesco Blitz in Internet, con 10,5 punti su 13.[5]